# Präsident der Territorialversammlung von Wallis und Futuna
Der Präsident der Territorialversammlung von Wallis und Futuna ist der Vorsitzende der Territorialversammlung, der Volksvertretung des französischen Überseegebiets Wallis und Futuna. Er wird zusammen mit den übrigen Mitgliedern des Präsidiums (bureau)  der Territorialversammlung jährlich von den Abgeordneten aus ihren Reihen gewählt. Derzeitiger Amtsinhaber ist Munipoese Muli'aka'aka.

## Aufgaben
Der Präsident der Territorialversammlung führt den Vorsitz in den Sitzungen der Territorialversammlung und bereitet zusammen mit den anderen Mitgliedern des bureau der Versammlung (dem Vizepräsidenten und zwei Sekretären) die Tagesordnung der Sitzungen vor. Während der Debatten hat er sich als Vorsitzender neutral zu verhalten; möchte er aktiv an der Debatte teilnehmen, hat er den Vorsitz an den Vizepräsidenten abzugeben. Er vertritt die Territorialversammlung nach außen, unter anderem bei zeremoniellen Anlässen, und leitet deren interne Verwaltung. Er ist befugt, Sitzungen der Fachausschüsse der Versammlung einzuberufen.
Der Präsident der Territorialversammlung ist jedoch nicht automatisch Mitglied oder Vorsitzender des ständigen Ausschusses (commission permanente) der Territorialversammlung, der außerhalb der Sitzungsperioden der Territorialversammlung die ihm von dieser übertragenen Angelegenheiten regelt. Er ist auch nicht Leiter der Exekutive von Wallis und Futuna, da dort im Gegensatz zu anderen französischen Gebietskörperschaften der von der französischen Regierung ernannte Administrateur Supérieur nicht nur für die staatliche Verwaltung zuständig ist, sondern gleichzeitig auch Oberhaupt der Exekutive der Gebietskörperschaft (chef du territoire) und als solches zuständig für die Ausführung der Beschlüsse der Territorialversammlung ist.

## Liste der bisherigen Präsidenten der Territorialversammlung
Die folgende Liste führt alle bisherigen Präsidenten der Territorialversammlung seit der Schaffung des Amtes:
| Name                    | Amtszeit                               |
| ----------------------- | -------------------------------------- |
| Paino Tu'ugahala        | 1962–1967                              |
| Sosefo Makapé Papillo   | 1967–1972                              |
| Mikaele Folaumahina     | 1972–1975                              |
| Soane Patita Lakina     | 1975–1977                              |
| Pasilio Tui             | 1977–1978                              |
| Manuele Lisiahi         | 1978–1984                              |
| Falakiko Gata           | 1984–1986                              |
| Petelo Takatai          | Dezember 1986 – März 1987              |
| Keleto Lakalaka         | März 1987 – Dezember 1987              |
| Falakiko Gata           | Dezember 1987–1988                     |
| Manuele Lisiahi         | 1988–1989                              |
| Pasilio Tui             | 1989–1990                              |
| Clovis Logologofolau    | 1990 – März 1992                       |
| Soane Mani Uhila        | März 1992 – Dezember 1993              |
| Mikaele Tauhavili       | Dezember 1993 – 1996                   |
| Keleto Lakalaka         | 1996 – 16. März 1997                   |
| Victor Brial            | 16. März 1997 – 14. Januar 1999        |
| Soane Mani Uhila        | 14. Januar 1999 – Januar 2001          |
| Patalione Kanimoa       | Januar 2001 – 21. Februar 2005         |
| Apeleto Albert Likuvalu | 21. Februar 2005 – 23. November 2005   |
| Emeni Simete            | 23. November 2005 – 11. April 2007     |
| Pesamino Taputai        | 11. April 2007 – 11. Dezember 2007     |
| Victor Brial            | 11. Dezember 2007 – Dezember 2010      |
| Siliako Lauhea          | Dezember 2010 – November/Dezember 2011 |
| Pesamino Taputai        | November/Dezember 2011 – 4. April 2012 |
| Vetelino Nau            | 4. April 2012 – 28. November 2012      |
| Sosefo Suve             | 28. November 2012 – 1. April 2013      |
| Nivaleta Iloai          | 1. April 2013 – 11. Dezember 2013      |
| Petelo Hanisi           | 11. Dezember 2013 – 26. November 2014  |
| Mikaele Kulimoetoke     | 26. November 2014 – 4. April 2017      |
| David Vergé             | 4. April 2017 – 29. November 2019      |
| Atoloto Kolokilagi      | 29. November 2019 – 26. November 2020  |
| Nivaleta Iloai          | 26. November 2020 – 25. März 2022      |
| Munipoese Muli'aka'aka  | 25. März 2022 -                        |